# Soplaviento (ort)
Soplaviento är en ort i Colombia.   Den ligger i departementet Bolívar, i den norra delen av landet, 700 km norr om huvudstaden Bogotá. Soplaviento ligger 8 meter över havet och antalet invånare är 8 067.
Terrängen runt Soplaviento är platt. Runt Soplaviento är det ganska tätbefolkat, med 100 invånare per kvadratkilometer. Närmaste större samhälle är Repelón, 11,0 km norr om Soplaviento. Omgivningarna runt Soplaviento är en mosaik av jordbruksmark och naturlig växtlighet.